# Valga (Hiszpania)
Valga – gmina w Hiszpanii, w prowincji Pontevedra, w Galicji, o powierzchni 40,64 km². W 2011 roku gmina liczyła 6072 mieszkańców.